# La Frau (Granera)

El Pi de la Llagosta, respecte del terme de Granera

La Frau, de vegades escrit l'Afrau, és un indret del terme municipal de Granera, a la comarca del Moianès. Es tracta d'una fondalada molt profunda en la unió dels torrents de Puigdomènec i Salvatges, amb el de la Riera. Està situat en el racó sud-occidental del terme, a la dreta del torrent de les Fraus de l'Otzet, al nord del Serrat dels Tres Senyors i a ponent de l'extrem meridional del Serrat del Vent.